# Nabil Hajji
Pour les articles homonymes, voir Hajji.
Nabil Hajji (arabe : نبيل حجي), né le 11 juillet 1970 à Tunis, est un ingénieur et homme politique tunisien, élu lors des élections législatives de 2019 pour siéger à l'Assemblée des représentants du peuple comme représentant de la circonscription de l'Ariana puis secrétaire général du Courant démocrate à partir de janvier 2023.

## Biographie

### Formation
Diplômé en génie civil de l'École nationale d'ingénieurs de Tunis en 1993, il travaille à partir de 1998 à l'Office de la marine marchande et des ports et y occupe un poste de directeur au port de Radès.

### Parcours politique et associatif
Nabil Hajji participe à l'observation des premières élections libres du pays, celles de l'Assemblée nationale constituante, puis intègre le Congrès pour la République en 2012, avant d'en démissionner.
En 2013, Hajji est un membre fondateur du Courant démocrate, dont il est élu comme le premier président du conseil national. Il devient par la suite membre du bureau politique ainsi que du bureau exécutif. Lors des élections législatives de 2019, il est élu député de la circonscription de l'Ariana.
Le 7 janvier 2023, il est élu secrétaire général par le conseil national du parti.